# Юлдашев, Ахнеф Ахметович
Ахнеф Ахметович Юлдашев (баш. Әхнәф Әхмәт улы Юлдашев) (1920—1988) — башкирский языковед-тюрколог, доктор филологических наук (1966), профессор (1967), заслуженный деятель науки Башкирской АССР (1970).

## Биография
Юлдашев Ахнеф Ахметович родился 30 июля 1920 года в деревне Кальшали Белебеевского уезда Уфимской губернии (ныне Туймазинского района Республики Башкортостан).
В 1938-42 гг. — учитель немецкого языка в школе села Тубинский (Башкортостан) Баймакского района Башкирской АССР.
Участник Великой Отечественной войны.
В 1947 году окончил факультет иностранных языков Куйбышевского педагогического института.
аспирантура МГУ
С 1950 года — старший научный сотрудник отдела тюркских и монгольских языков Института языкознания Академии наук СССР.

## Научная деятельность
Ахнеф Ахметович Юлдашев, как пишет энциклопедия «Башкортостан: Краткая энциклопедия», «внёс большой вклад и создал ряд значительных трудов в таких областях тюркологии и башкирского языкознания, как фонология, грамматика, лексикография, диалектология и история тюркских языков. В его монографиях и статьях нашли всестороннее отражение история формирования башкирского литературного языка, проблемы лексики и грамматики, орфоэпии и орфографии башкирского языка, вопросы классификации его диалектной системы».

## Научные труды
Автор более 120 научных трудов. Известен как переводчик, в числе переведенного книга финского тюрколога А.Рясянена «Материалы по исторической фонетике тюркских языков».
- Система словообразования и спряжения глагола в башкирском языке. М., 1958.
- Принципы составления тюркско-русских словарей. М., 1972.
- Соотношение деепричастных и личных форм глагола в тюркских языках. М., 1977.
- Грамматика современного башкирского литературного языка. Под ред. А. А. Юлдашева. М.: Наука, 1981.
- Сравнительно-историческая грамматика тюркских языков. Фонетика. М., 1984. (соавт.)
- Сравнительно-историческая грамматика тюркских языков. Морфология. М., 1988. (соавт.)
- Юлдашев А. А. Башкирский язык //Языки мира. Тюркские языки. М., 1997.

## Память
29 ноября 2012 в селе Кальшали установлена мемориальная доска, посвященная Юлдашеву А. А. Находится на стене школы именно потому, что в этом здании располагается краеведческий музей села, и именно здесь, недалеко от этой школы КашеваА. А., где он родился и провел своё детство.